# Louis Blanc (homme politique)
Pour les articles homonymes, voir Blanc (homonymie) et Louis Blanc (homonymie).
Louis Blanc est un homme politique français né le 14 avril 1838 à Bourdeaux (Drôme) et décédé le 24 octobre 1914 dans la même ville.

## Biographie
Entrepreneur en voitures publiques, il est conseiller d'arrondissement de 1871 à 1883, conseiller général en 1883, maire de Bourdeaux en 1887. Il est député radical de la Drôme de 1892 à 1902 et sénateur de la Drôme de 1902 à 1914.
Le 31 mai 1905, il devient l'un des six vice-présidents du comité exécutif du Parti républicain, radical et radical-socialiste.

## À voir aussi

### Sources
- « Louis Blanc (homme politique) », dans le Dictionnaire des parlementaires français (1889-1940), sous la direction de Jean Jolly, PUF, 1960 [détail de l’édition]